# Шарлово (станция)
Шарлово — железнодорожная станция Волго-Камского региона Куйбышевской железной дороги. Расположена в п. Шарлово Ульяновской области. Находится на участке с тепловозной тягой ж-д линии «Инза — Чишмы». Начало эксплуатации — 1898 год.

## История
В 1898 году была построена ветка Московско-Казанской железной дороги — от ст. Инза до ст. Симбирск , а рядом с д. Шарлово был открыт ж/д  разъезд . В 1899 году около станции вырос посёлок Шарлово— семьи обслуживающие железнодорожную инфраструктуру .

## Деятельность
На станции осуществляются:
- Посадка и высадка пассажиров на поезда пригородного и местного сообщения. Приём и выдача багажа не производится.
- Приём и выдача грузов на подъездных путях (путях необщего пользования) и местах необщего пользования.

## Дальнее следование по станции
По состоянию на 2024 год через станцию курсируют следующие поезда дальнего следования:

### Круглогодичное движение поездов
| № поезда | Маршрут движения      | № поезда | Маршрут движения      |
| -------- | --------------------- | -------- | --------------------- |
| 63       | Димитровград — Москва | 64       | Москва — Димитровград |
| 115      | Уфа — Москва          | 116      | Москва — Уфа          |
| 347      | Уфа — Санкт-Петербург | 348      | Санкт-Петербург — Уфа |
| 353      | Пермь — Адлер         | 354      | Адлер — Пермь         |
| 391      | Челябинск — Москва    | 392      | Москва — Челябинск    |
| 609      | Уфа — Ульяновск       | 610      | Ульяновск — Уфа       |

### Сезонное движение поездов
| № поезда | Маршрут движения      | № поезда | Маршрут движения      |
| -------- | --------------------- | -------- | --------------------- |
| 251      | Димитровград — Москва | 252      | Москва — Димитровград |
| 451      | Ижевск — Адлер        | 452      | Адлер — Ижевск        |